# Agyagospatak
Agyagospatak (1899-ig Agyagos, szlovákul: Hlinné, korábban Hlyne) község Szlovákiában, az Eperjesi kerület Varannói járásában.

## Fekvése
Varannótól 11 km-re északnyugatra, a Tapoly jobb partján fekszik.

## Története
Agyagospatak nevét az oklevelek 1333-ban említették először „Agyagos” néven, de valószínűleg már a 13. században is létezett. A 15. században a faluban malom és valószínűleg templom is volt. A templomról a 16. századtól van adat. A falu Csicsva várának uradalmához tartozott. 1600-ban 21 jobbágyház, evangélikus templom és lelkészség állt itt. 1715-ben 11, 1720-ban 12 adózó háztartása volt.
A 18. század végén Vályi András így ír róla: „AGYAGOS. totúl Alinatz. Elegyes falu Zemplén Vármegyében, földes Ura Dezsőfy Uraság, lakosai katolikusok, fekszík Sókúthoz, mellynek filiája nem meszsze; vas hámorán kivűl határja három nyomásbéli, melly ha trágyáztatik, minden féle gabonát terem, réttye jó, legelője elegendő, fája mind a’ két féle, piatzozása Gálszétsen, Varannón, és Eperjesen malma is vagyon, fa vágással, ’s szén égetésböl jó módgyok van a’ pénzt keresetre, elsö Osztálybéli.”
1828-ban 77 házában 593 lakos élt.
Fényes Elek 1851-ben kiadott geográfiai szótárában így ír a faluról: „Agyagos, tótul Hlyine, tót f., Zemplén vgyében, Eperjeshez 4 órányira, a Tapoly mentiben. Rétje s szántóföldjeinek 1/3-da széles völgyben, 2/3-da valamint erdeje magasabb hegyekre nyúlik. Kiterjedése 3600 h., mellyből 1500 h. szántó, 500 hold rét, 1600 h. tölgy bikkel vegyes erdő. 25 5/8 urb. telek után van 650 h. szántóföld, 250 h. rét, 150 h. legelő; a többi majorság. A föld jó mivelés mellett, kivált a völgyben a gabonának minden nemeit megtermi. Lakja 200 r. kath., 250 g. kath., 100 evang., 20 zsidó. A Tapoly vizén 5 kerekű malom. Van kénköves ásvány forrása, melly a szobránczihoz tökéletesen hasonló, g. kath. anyatemploma, pálinka-gyára, téglából épült korcsmája. Birja gróf Forgách Mária, Forgách Zsigmond neje.”
1900-ban 556 lakosa volt.
Borovszky Samu monográfiasorozatának Zemplén vármegyét tárgyaló része szerint: „Agyagospatak, azelőtt egyszerűen csak Agyagos. Kisközség 107 házzal és 556 lakossal, kik valamennyiben tótok és nagyobbrészt görög-katholikus vallásúak. E községnek első írott nyomára 1402-ben találunk, a mikor Rozgonyi László az ura. Hajdan Hlina néven is szerepelt, a mi agyagost jelent és nevét tényleg agyagos talajától nyerte. 1448-ban a Hlesznay, Eödönffi és a Szeretvai családok az urai. A XV. században, a mikor is a monyorósi uradalom tartozéka volt, sokat szenvedett a cseh rablóktól. 1598 körül Báthory István és Buttkay Ferencz is birtokosai közé tartoztak. 1663-ban a pestis pusztította lakosait. 1730-ban pusztaként van említve és Szirmay Tamás az ura. 1760-ban a báró Fischer családé; de a XVIII. század végén alighanem puszta volt, mert Vályi sem említi. Később ismét benépesedett és lakosai 1831-ben részt vettek a zempléni pórlázadásban. Egy évvel később a kiáradt Tapoly romba döntötte. A mult század első felében a báró Fischer és a gróf Dessewffy családok voltak az urai, mostani nagyobb birtokosa gróf Coudenhove Kalergi Henrik. A községben róm. kath. és gör.-kath. templom van. Az előbbinek építési ideje ismeretlen, az utóbbi pedig 1794-ben épült és 1883-ban megújíttatott. A község határában kénes forrás van. Postája Sókút, távírója és vasúti állomása pedig Varannó.”
1920 előtt Zemplén vármegye Varannói járásához tartozott.

## Népessége
| Év:            | 1994. | 2004.    | 2014.    | 2024.   |
| -------------- | ----- | -------- | -------- | ------- |
| Emberek száma: | 1453  | 1642     | 1824     | 1917    |
| Eltérés:       |       | +13,00 % | +11,08 % | +5,09 % |

| Év:            | 2023. | 2024.   |
| -------------- | ----- | ------- |
| Emberek száma: | 1907  | 1917    |
| Eltérés:       |       | +0,52 % |

1910-ben 495, túlnyomórészt szlovák lakosa volt.
2001-ben 1548 lakosából 1204 szlovák és 333 cigány volt.
2011-ben 1783 lakosából 1660 szlovák és 81 cigány.
| Lakosok száma | 1838 | 1887 | 1917 |
|               | 2017 | 2021 | 2024 |

## Nevezetességei
- Görögkatolikus temploma 1794-ben készült.
- Római katolikus temploma 1940-ben épült.